# Malimbus erythrogaster
Malimbus erythrogaster là một loài chim trong họ Ploceidae.